# Provinces-Unies du Río de la Plata
Pour les articles homonymes, voir Provinces-Unies (homonymie).
1810–1835
Entités précédentes :
- Vice-royauté du Río de la Plata

Entités suivantes :
- Confédération argentine
- Province cisplatine
- Bolivie

Les Provinces-Unies du Río de la Plata (en espagnol : Provincias Unidas del Río de la Plata) est la dénomination utilisée pour le territoire actuel de l'Argentine, de l'Uruguay et du département bolivien de Tarija depuis la révolution de Mai conduisant à la guerre d'indépendance de l'Argentine jusqu'au milieu de la décennie de 1830.

## Dénomination

Les Provinces-Unies du Río de la Plata (1816)

Les Provinces Unies du Río de la Plata (1821)

L'appellation tomba en désuétude, étant remplacée par celle de Confédération argentine, qui elle, se réfère uniquement au territoire du premier des trois pays cités, jusque 1861 approximativement. Depuis lors le nom de République argentine est habituel, bien que la Constitution de la Nation argentine admette les trois appellations comme noms officiels, employant de surcroît le terme Nación Argentina (« Nation argentine ») pour la formation et la sanction des lois.
L'Argentine est la continuité politique et juridique actuelle de cette union.

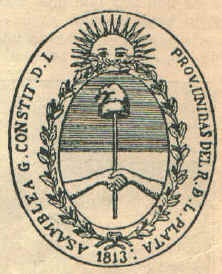
Armoiries des Provinces-Unies du Río de la Plata